# Baeus ventricosus
Baeus ventricosus är en stekelart som beskrevs av Dmitriy Alekseevich Ogloblin 1957. Baeus ventricosus ingår i släktet Baeus och familjen Scelionidae. Inga underarter finns listade.